# Loten Namling
Loten Namling (Dharamsala, 1963) is een Tibetaans musicus en entertainer. Zijn ouders zijn Tibetaanse ballingen die in 1959 uit Tibet vluchten. Hij werkt aan zijn eigen stijl die hij Tibet Blues noemt en waarin hij de tegenwoordige Tibetaanse cultuur verbindt aan de oorspronkelijke Tibetaanse muziek.
Tijdens het bezoek van de Chinese premier Wen Jiabao aan het World Economic Forum in Bern op 27 januari 2009, liep hij mee in de betogingen voor een vrij Tibet en werd hij kort vastgenomen.

## Biografie
Loten Namling groeide op in Darjeeling en als kind had hij een grote interesse voor Tibetaanse cultuur. Belangrijk voor hem waren de jaarlijks terugkerende optredens die werden georganiseerd door het Tibetaans Instituut voor Podiumkunsten. Op zijn vijftiende verjaardag kreeg hij van zijn ouders een dramyen, een snaarinstrument met zes snaren en een lange hals.
Hij studeerde filosofie aan het St Stephan’s College van de Universiteit van Delhi en verhuisde in 1989 naar Zwitserland. Hier werd hij vooral geïnspireerd door Westerse muziek.

## Artiest
Als begeleidingsinstrument bespeelt hij vaak de dramyen, een luitachtig snaarinstrument met zes snaren. Naast moderne composities, zingt hij liederen van de zesde dalai lama Tsangyang Gyatso, de Tibetaanse heilige Milarepa en andere traditionele liederen uit Tibet.
Namling trad wereldwijd op in onder meer verschillende Europese landen, de Verenigde Staten, Kalmukkië, Zuid-Korea en India. Als een troubadour begeleidt hij zijn muziek met verhalen over zijn leven, over Tibet en spiritualiteit.
Naast muzikant is hij cartoonist en creatief denker. Hij werkte mee aan mediaproducties en schreef onder meer de muziek voor de film Angry Monk van filmregisseur Luc Schädler, waarvoor hij ook teksten insprak.
In de lente van 2008 maakte Namling onderdeel uit van de gelegenheidsformatie Ticket for Tibet, die voornamelijk bestond uit Nederlandse popartiesten. Met een bewerking van een nummer van Gerard van Maasakkers en JW Roy scoorde de formatie een nummer 1-hit in Nederland. Met het lied wilde de groep aandacht vragen voor de situatie van onderdrukte Tibetanen in China, in het kader van de jaarlijkse actie en festival Ticket for Tibet. In de formatie zong Namling, en speelde dramyen.

## Discografie
- Songs of Tibet (1999)
- White Crane (2001)